# Grancrest senki
Grancrest senki (グランクレスト戦記?, Gurankuresuto senki, lett. "La guerra di Grancrest"), anche nota come Record of Grancrest War, è una serie di light novel scritta da Ryō Mizuno e illustrata da Miyū, edita da Fujimi Shobō, sotto l'etichetta Fujimi Fantasia Bunko, da agosto 2013 a marzo 2018. Un adattamento manga è stato serializzato su Young Animal dal 10 giugno 2016 al 28 giugno 2019, mentre un adattamento anime, prodotto da A-1 Pictures, è stato trasmesso in Giappone tra il 5 gennaio e il 22 giugno 2018.

## Trama
In un mondo in cui lo stato sociale di un individuo, e in particolar modo di un signore feudale, sono dettati dal numero di sigilli di comando che possiede, il giovane cavaliere errante Theo si imbarca in un lungo viaggio con lo scopo di ottenere il prestigio e il potere necessari a riscattare la sua isola natale, vessata da un feudatario corrotto ed incapace.
La sua strada si incrocia ben presto con quella di Siluca, un'ambiziosa e pragmatica maga che decide di eleggerlo come proprio padrone, e che lo aiuterà a sopravvivere alle mille insidie di un continente suddiviso in due fazioni contrapposte, l'Alleanza e l'Unione, e perennemente sull'orlo di una guerra.

## Personaggi
Theo Cornaro (テオ・コルネーロ?, Teo Korunēro)
Doppiato da: Kentarō Kumagai
Protagonista maschile della storia. Theo Cornaro è un giovane uomo entrato in possesso di un Crest, cioè di un sigillo, dopo aver sconfitto un mostro. Ragazzo generoso e dai nobili intenti, il suo desiderio è far salire di rango il proprio Crest e riunire tutti gli altri sigilli dei nobili per riportare la pace tra i diversi regni umani e liberare la sua terra natia dalla tirannia della famiglia Rossini. Viene aiutato nella sua impresa dalla maga Siluca che dopo il loro primo incontro decide di supportare la sua causa. Dopo un'iniziale serie di vittorie Theo decide di affidare il proprio titolo a Lassic David e servire Villair di Artuk come cavaliere pur di far rimanere Siluca al suo fianco. "Cornaro" non è il suo vero cognome ma era quello del leggendario eroe che un tempo possedeva tutti i sigilli dei nobili e guidò gli umani sotto un'unica bandiera, prima delle discordie attuali, contro i demoni del Caos nemici dell'umanità. Theo adotta simbolicamente tale cognome (su suggerimento di Siluca) per via del suo desiderio di ristabilire la pace.
Siluca Meletes (シルーカ・メレテス?, Shirūka Meretesu)
Doppiata da: Akari Kitō
Co-protagonista femminile della storia. Giovane maga di 17 anni, ex-allieva dell'accademia di magia con un grandissimo talento e padronanza delle arti magiche, assistette impotente alla tragedia avvenuta durante il matrimonio tra i figli dei due arciduchi della Federazione e dell'Alleanza (le due principali fazioni degli umani in lotta tra loro) che vide un demone del Caos uccidere i due regnanti ed infrangere così l'ultima speranza di ristabilire la pace. In seguito verrà richiesta come maga al servizio di Villair di Artuk, alleato della Federazione, ma durante il viaggio verrà attaccata dai soldati dell'alleanza e salvata da Theo. Dal quel momento in poi deciderà di stipulare un contratto con lui e di mettersi al suo servizio, condividendo il suo desiderio di pace e innamorandosi del giovane cavaliere.
Irvin (アーヴィン?, Āvin)
Doppiato da: Yūichi Nakamura
Un custode di sigilli demoniaci che gli garantiscono abilità combattive sovrumane. Era al servizio di uno degli arciduchi ma durante la tragedia del matrimonio non poté fare nulla per impedire il loro assassinio e decise così di servire Siluca come guardia del corpo in quanto, a differenza sua, fu l'unica ad accorgersi del pericolo che incombeva.
Aishela (アイシェラ?, Aishera)
Doppiata da: Reina Ueda
Una donna, anch'essa custode di sigilli demoniaci e una mercenaria, possiede una ferocia smisurata in battaglia e una forza sovrumana che le permettono di maneggiare senza sforzo anche armi pesantissime. Talvolta si dimostra lievemente instabile psichicamente ma nonostante ciò è di animo buono ed è profondamente affezionata alla sua amica Siluca supportandola nella sua missione di riportare la pace.
Lassic David (ラシック・ダビッド?, Rashikku Dabiddo)
Doppiato da: Satoshi Hino
Un custode di sigilli e signore di una terra confinante a quella conquistata da Theo Cornaro. I due si affronteranno in una battaglia al termine della quale deciderà di arrendersi e di mettersi al servizio di Theo, vedendo in lui l'uomo adatto a riportare la pace e a governare gli umani. In seguito tuttavia egli otterrà, per concessione dello stesso Theo, tutti i sigilli conquistati e il titolo nobiliare sulle sue terre in quanto quest'ultimo rinuncerà ad essi pur di far rimanere Siluca al suo servizio. Dopo la caduta di Artuk in mano all'Alleanza, viene nominato comandante provvisorio dell'esercito ribelle formato da tutti i lord servitori di Villar intenzionati a non sottomettersi a Marrine.
Moreno Dortous (モレーノ・ドルトゥス?, Morēno Dorutusu)
Doppiato da: Yoshitsugu Matsuoka
Mago al servizio di Lassic e anch'egli ex-allievo della scuola di magia come Siluca. Parteciperà alla battaglia tra Lassic e Theo finendo però ostaggio di quest'ultimo e venendo rilasciato durante le negoziazioni che terminano con la sottomissione volontaria di Lassic a Theo. In seguito continuerà a svolgere i suoi incarichi da mago al servizio di Lassic e contemporaneamente aiutando anche lo stesso Theo e Siluca.
Priscilla (プリシラ?, Purishira)
Doppiata da: Natsumi Takamori
Sacerdotessa dell'Ordine religioso dei Crest. Pur non avendo l'ordine un ruolo attivo nella guerra o una preferenza tra la Federazione e l'Alleanza, Priscilla aiuterà spesso Theo, vedendo in lui un eroe che si oppone ai malvagi demoni del Caos. Possiede un sigillo in grado di curare anche le ferite più gravi inoltre il suo cognome sembra essere collegato a quello dell'ultimo Papa dell'ordine ma la verità sulle sue origini è ancora incerta.
Marrine Kreische (マリーネ・クライシェ?, Marīne Kuraishe)
Doppiata da: Ai Kayano
Figlia dell'arciduca dell'Alleanza e cugina di Villair Constance. Si innamorò del figlio del suo nemico Alexis Deux e dopo una travagliata relazione per via della loro rivalità i due giovani riuscirono finalmente a ottenere il consenso dei loro genitori e a convolare a nozze per ristabilire la pace. Ma proprio nel giorno del matrimonio avvenne la tragedia che sconvolse i trattati di Pace e dal quel momento Marrine comincerà a distanziarsi da Alexis trattandolo molto più freddamente (sebbene a malincuore) e ad auto-convincendosi che la tragedia sia avvenuta perché la loro unione non avrebbe dovuto realizzarsi. Essa è l'ultimo baluardo dell'Alleanza ed è pronta a tutto pur di portare la sua fazione a dominare l'intero continente, incluso offrire favori sessuali a Mirza pur di convincerlo a tradire la Federazione.
Villar Constance (ヴィラール・コンスタンス?, Virāru Konsutansu)
Doppiato da: Takahiro Sakurai
Nobiluomo al servizio della Federazione, in realtà però le sue origini sono il risultato di un miscuglio di sangue sia tra i nobili dell'Alleanza sia tra quelli della Federazione. Egli è il nobile al quale inizialmente Siluca doveva prestare servizio come maga prima di incontrare Theo. Quando quest'ultimo iniziò a conquistare i sigilli dei nobili confinanti col suo regno, Villair venne in suo soccorso in una battaglia contro la cugina Marrine, in cui rischiò di perdere la vita e la sua intera armata, tuttavia Theo decise di affidare i suoi possedimenti a Lassic e di mettersi al servizio di Villair come cavaliere in quanto accettare il titolo nobiliare avrebbe significato affidare Siluca a Villair stesso. Uomo calmo e di carattere pacifico sebbene non si rifiuti di scendere in battaglia egli è contrario a scontrarsi con gli uomini dell'Alleanza che sono comunque parte della sua famiglia. Decise di unirsi alla federazione per via dell'ammirazione nei confronti di sua madre che pur di salvargli la vita (molti infatti volevano ucciderlo per essere nato dall'unione illecita tra nobili dell'Alleanza e nobili della Federazione) sacrificò sé stessa. Ha l'abitudine di accettare al suo servizio solo giovani maghe al di sotto dei 25 anni, cambiandole quando esse raggiungono tale età e ciò gli ha procurato una cattiva fama tra i nobili e la gente comune che ritengono lo faccia per soddisfare la propria lussuria. In realtà egli lo fa semplicemente per evitare che queste rimangano per troppo tempo al suo servizio, impedendogli così di farsi una famiglia (Infatti i maghi sono vincolati ai loro signori e non possono avere relazioni amorose o personali finché sono sotto il loro contratto). Quando Marrine si risolve ad invadere le terre della Federazione, Villar cerca in tutti i modi di difendere il suo dominio dall'invasione dell'Alleanza, ma a causa dell'inaspettato tradimento di Mirza il suo esercito viene facilmente travolto, e lui finisce per venire ucciso per mano della stessa Marrine assieme a tutte le maghe al suo servizio, che scelgono di seguirlo nella morte. In seguito, tutti i suoi domini vengono donati a Mirza, ma i suoi feudatari ancora vivi rifiutano in blocco di sottomettersi al nuovo signore, unendosi sotto la guida di Theo in un movimento ribelle determinato a cacciare l'invasore.
Mirza Kooches (ミルザー・クーチェス?, Miruzā Kūchesu)
Doppiato da: Wataru Hatano
Un uomo proveniente dal continente di Dartagnia, che nell'aspetto ricorda molto quello delle popolazioni arabe. Mirza è un uomo abilissimo nel combattimento, tuttavia è anche brutale e cinico, non si fa scrupoli nel massacrare i nemici pur di raggiungere i suoi scopi e sembra avere scarsissima considerazione di Theo, non ritenendo la sua ambizione abbastanza grande. Pur essendo un alleato di Villair, decide infine di tradirlo e passare al servizio di Marrine, per conto della quale mette sotto assedio Artuk. Sconfitto e ucciso Villair, il suo tradimento verrà infine premiato con la sua nomina a nuovo signore di Artuk.
Alexis Deux (アレクシス・ドゥーセ?, Arekushisu Dūse)
Doppiato da: Yūichi Iguchi
Figlio dell'arciduca della federazione è un giovane nobile dal carattere romantico, generoso e altruista che ha molto a cuore la salute dei suoi sudditi. Dopo un casuale incontro con Marrine si innamorerà perdutamente di lei e tenterà di avvicinarla a sé senza badare al fatto che le loro famiglie sono rivali. Dopo numerosi e insistenti dichiarazioni riuscirà a farsi aprire il cuore di Marrine che accetterà di unirsi a lui in matrimonio e garantire così la pace tra le due famiglie. Purtroppo però la tragedia avvenuta manderà in frantumi la loro relazione e Alexis vedrà con dolore la donna amata allontanarsi sempre di più da lui. Rimane profondamente innamorato di Marrine ed esprime tutto il proprio sostegno verso Theo che ha abbandonato i sigilli e i titoli guadagnati per amore di Siluca, sperando di riportare la pace e vivere finalmente accanto al suo amore.

## Media

### Light novel
La serie di light novel è stata scritta da Ryō Mizuno con le illustrazioni di Miyū e pubblicata in dieci volumi da Fujimi Shobō, sotto l'etichetta Fujimi Fantasia Bunko, tra il 20 agosto 2013 e il 20 marzo 2018.
| Nº | Titolo italiano (traduzione letterale) Giapponese 「Kanji」 - Rōmaji                                                      | Data di prima pubblicazione             | Data di prima pubblicazione |
| Nº | Titolo italiano (traduzione letterale) Giapponese 「Kanji」 - Rōmaji                                                      | Giapponese                              |                             |
| 1  | Shirūka, la strega arcobaleno 「虹の魔女シルーカ」 - Niji no majo Shirūka                                                 | 20 agosto 2013 ISBN 978-4-04-071114-0   |                             |
| 2  | Il castellano dell'oscurità eterna, la regina dei licantropi 「常闇の城主、人狼の女王」 - Tokoyami no jōshu, jinrō no joō | 20 dicembre 2013 ISBN 978-4-04-712978-8 |                             |
| 3  | Il rampollo di gesso 「白亜の公子」 - Hakua no kōshi                                                                      | 19 luglio 2014 ISBN 978-4-04-070199-8   |                             |
| 4  | La principessa nero corvino 「漆黒の公女」 - Shikkoku no kimijo                                                           | 20 gennaio 2015 ISBN 978-4-04-070200-1  |                             |
| 5  | I liberatori di Sistina (prima parte) 「システィナの解放者（上）」 - Shisutina no kaihō-sha (jō)                          | 18 luglio 2015 ISBN 978-4-04-070650-4   |                             |
| 6  | I liberatori di Sistina (seconda parte) 「システィナの解放者（下）」 - Shisutina no kaihō-sha (ge)                        | 19 dicembre 2015 ISBN 978-4-04-070649-8 |                             |
| 7  | Le due strade 「ふたつの道」 - Futatsu no michi                                                                           | 20 maggio 2016 ISBN 978-4-04-070885-0   |                             |
| 8  | Il campo di battaglia della determinazione 「決意の戦場」 - Ketsui no senjō                                               | 19 novembre 2016 ISBN 978-4-04-070886-7 |                             |
| 9  | Il momento della battaglia decisiva 「決戦の刻」 - Kessen no toki                                                         | 20 ottobre 2017 ISBN 978-4-04-070887-4  |                             |
| 10 | Theo, l'imperatore fondatore 「始祖皇帝テオ」 - Shiso kōtei Teo                                                           | 20 marzo 2018 ISBN 978-4-04-070887-4    |                             |

### Manga

Copertina del primo volume dell'edizione italiana, raffigurante la protagonista femminile Siluca Meletes

Un adattamento manga di Makoto Yotsuba è stato serializzato sulla rivista Young Animal di Hakusensha dal 10 giugno 2016 al 28 giugno 2019. Sette volumi tankōbon sono stati pubblicati rispettivamente il 28 febbraio 2017 e il 29 agosto 2019.
In Italia la serie è stata pubblicata da Panini Comics sotto l'etichetta Planet Manga nella collana Akuma dal 13 dicembre 2018 all'11 giugno 2020.

#### Volumi
| Nº | Data di prima pubblicazione | Data di prima pubblicazione | Data di prima pubblicazione |
| Nº | Giapponese                  | Giapponese                  | Italiano                    |
| -- | --------------------------- | --------------------------- | --------------------------- |
| 1  | 28 febbraio 2017            | ISBN 978-4-592-14785-5      | 13 dicembre 2018            |
| 2  | 27 ottobre 2017             | ISBN 978-4-592-14786-2      | 7 febbraio 2019             |
| 3  | 26 dicembre 2017            | ISBN 978-4-592-14787-9      | 4 aprile 2019               |
| 4  | 29 maggio 2018              | ISBN 978-4-592-14788-6      | 6 giugno 2019               |
| 5  | 26 dicembre 2018            | ISBN 978-4-592-14789-3      | 1º agosto 2019              |
| 6  | 29 maggio 2019              | ISBN 978-4-592-14790-9      | 28 novembre 2019            |
| 7  | 29 agosto 2019              | ISBN 978-4-592-14898-2      | 11 giugno 2020              |

### Anime
Annunciato il 22 ottobre 2016 all'evento Fantasia Bunko Daikanshasai di Fujimi Fantasia Bunko, un adattamento anime, prodotto da A-1 Pictures e diretto da Mamoru Hatakeyama, è andato in onda dal 5 gennaio al 22 giugno 2018. La composizione della serie è a cura dello stesso autore Mizuno e di Shunsaku Yano, mentre la colonna sonora è stata composta da Yūgo Kanno. Le sigle di apertura e chiusura sono rispettivamente Starry di Mashiro Ayano e Pledge di Asca. In varie parti del mondo gli episodi sono stati trasmessi in streaming in simulcast da Crunchyroll e Hulu.

#### Episodi
| Nº   | Titolo italiano (traduzione letterale) Giapponese 「Kanji」 - Rōmaji     | In onda          | In onda |
| Nº   | Titolo italiano (traduzione letterale) Giapponese 「Kanji」 - Rōmaji     | Giapponese       |         |
| 1    | Contratto 「契約」 - Keiyaku                                             | 5 gennaio 2018   |         |
| 2    | Ambizione 「野心」 - Yashin                                              | 12 gennaio 2018  |         |
| 3    | Bandiera di combattimento 「戦旗」 - Senki                               | 19 gennaio 2018  |         |
| 4    | Decisione 「決断」 - Ketsudan                                            | 26 gennaio 2018  |         |
| 5    | La foresta dell'oscurità perpetua 「常闇の森」 - Tokoyami no mori        | 2 febbraio 2018  |         |
| 6    | Marcia 「進軍」 - Shingun                                                | 9 febbraio 2018  |         |
| 7    | Il principe bianco 「白亜の公子」 - Hakua no kōshi                       | 16 febbraio 2018 |         |
| 8    | Il congresso danza 「会議は踊る」 - Kaigi wa odoru                       | 23 febbraio 2018 |         |
| 9    | La principessa nera corvino 「漆黒の公女」 - Shikkoku no kōjo            | 2 marzo 2018     |         |
| 10   | La spada del traditore 「裏切りの刃」 - Uragiri no ha                    | 9 marzo 2018     |         |
| 11   | Il castello Unicorno cade 「一角獣城、落つ」 - Ikkakujū-jō, otsu         | 16 marzo 2018    |         |
| 11.5 | Rammemorazione 「追想」 - Tsuisō                                         | 23 marzo 2018    |         |
| 12   | La formazione del trattato 「条約結成」 - Jōyaku kessei                  | 30 marzo 2018    |         |
| 13   | Verso la città natale 「故郷へ」 - Furusato e                            | 6 aprile 2018    |         |
| 14   | Il liberatore di Sistina 「システィナの解放者」 - Shisutina no kaihō-sha | 13 aprile 2018   |         |
| 15   | Ritorno 「帰還」 - Kikan                                                 | 20 aprile 2018   |         |
| 16   | Avamposto 「前哨」 - Zenshō                                              | 27 aprile 2018   |         |
| 17   | Due grandi uomini 「両雄」 - Ryōyū                                       | 4 maggio 2018    |         |
| 18   | Leader 「盟主」 - Meishu                                                 | 11 maggio 2018   |         |
| 19   | Il risveglio del giovane nobile 「公子覚醒」 - Kōshi kakusei             | 18 maggio 2018   |         |
| 20   | La battaglia delle tre forze 「三勢力会戦」 - San seiryoku kaisen        | 25 maggio 2018   |         |
| 21   | Epurazione 「粛清」 - Shukusei                                           | 1º giugno 2018   |         |
| 22   | Il Santo Graal 「聖杯」 - Seihai                                         | 8 giugno 2018    |         |
| 23   | Le mura del castello 「城壁」 - Jōheki                                   | 15 giugno 2018   |         |
| 24   | Grancrest 「皇帝聖印」 - Gurankuresuto                                   | 22 giugno 2018   |         |

### Videogiochi
Bandai Namco Games ha prodotto nel 2018 due videogiochi di ruolo ambientati nell'universo della serie: Record of Grancrest War per PlayStation 4 e Record of Grancrest War: Quartet of War per iOS e Android.